# Toledo (Antioquia)

Bandeira de Toledo.

Localização de Toledo, no departamento de Antioquia.

Toledo é uma cidade e município da Colômbia, no departamento de Antioquia. Dista 164 quilômetros de Medellín, a capital do departamento. Possui uma superfície de 139 quilômetros quadrados.